# Bergia arenaroides
Bergia arenaroides là một loài thực vật có hoa trong họ Elatinaceae. Loài này được Fenzl mô tả khoa học đầu tiên năm 1841.